# Suffisance numérique
 (octobre 2023).
 (octobre 2023).
Sa qualité peut être largement améliorée en utilisant un vocabulaire plus directement compréhensible.
 (octobre 2023).
La suffisance numérique est un ensemble de considérations conceptuelles qui ont pour objectif de réduire la consommation de ressources et d’énergie qui proviennent de la production et de l’utilisation des technologies de l’information et de la communication (TIC). Les chercheurs allemands Tilman Santarius, Jan C. T. Bieser et Vivian Frick ont développé ce concept dans la revue Les Annales des télécommunications en mai 2022.
La suffisance numérique s'inscrit dans les réflexions autour de l'écologie numérique et propose de réduire l’impact environnemental des TIC en s’appuyant sur quatre dimensions : la suffisance matérielle, la suffisance logicielle, la suffisance d’usage et la suffisance économique.

## Suffisance matérielle
La suffisance matérielle a pour objectif de réduire la production des appareils électroniques, de prolonger leurs cycles de vie et de simplifier au maximum leur conception pour que ces appareils soient moins consommateurs en énergie et en matériaux. 

### Baisse de production et allongement du cycle de vie des appareils électroniques
La production d’un appareil moyen implique l’utilisation d’une cinquantaine d’éléments chimiques et de métaux rares, dont l’extraction a des impacts sociaux et écologiques néfastes.
Le nombre d’appareils produits augmente considérablement d’année en année. En 2017, 18,4 milliards d'appareils connectés étaient en circulation et ce nombre est estimé à 29,3 milliards pour l’année 2023. 
Des exemples relevés dans la presse spécialisée illustrent le problème des cycles de vie courts des TIC : incapacité à utiliser les appareils, car leurs spécifications techniques ne permettent plus de communiquer avec des équipements plus modernes, mises à jour logicielles incompatibles avec les composants des appareils, etc.
Pour atteindre une suffisance matérielle, il est recommandé de développer des standards qui assurent un impact environnemental faible durant la production d’appareils électroniques. Par exemple, cela peut être l’utilisation de matériaux recyclés lors de la fabrication. Le réemploi d’appareils anciens et leur récupération, le reconditionnement ainsi que le recyclage des appareils sont favorisés. Enfin, dans le but d’allonger au maximum le cycle de vie des TIC, les chercheurs conseillent de définir un droit à la réparation.

## Suffisance logicielle
La suffisance logicielle a pour objectif le développement de logiciels qui nécessitent un minimum de trafic de données, d’électricité et d’usage de composants durant leur cycle de vie.
En 2017, CISCO estime que le monde a transféré au moins 1,5 zettabit de données, ce qui correspondrait à 1,5 milliard de disques durs d’1TB. La même étude évalue à 4,8 zettabits de données en circulation pour l'année 2022. Cet accroissement du trafic est l'une des raisons principales de l’accroissement de la demande énergétique des appareils connectés. Cela contribue également au développement des inflagiciels (en anglais bloatware) qui sont aussi des logiciels gourmands en énergie.
| 1992     | 2002     | 2017        | 2022         |
| -------- | -------- | ----------- | ------------ |
| 100 Gb/j | 100 Gb/s | 46 000 Gb/s | 150 000 Gb/s |

### Frugalité des logiciels
La suffisance logicielle préconise une conception qui minimise la demande en électricité et en ressources de la machine pendant la phase d’utilisation du logiciel. Des manifestes de conception comme le Karlskrona Manifesto proposent des guides pour atteindre ces objectifs. La suffisance logicielle invite à réduire le volume de données à collecter et à transmettre, et à se restreindre aux données strictement nécessaires au service proposé par le logiciel.
Les logiciels doivent être conçus pour fonctionner sur des appareils plus anciens et ainsi limiter les phénomènes d'obsolescence programmée.